# Самозапаљивост угља
Cамозапаљивост угља представља значајан проблем са аспекта сигурности, екологије и одлагања и узимања у процесу депоновања угља. При појави ендогених пожара на депонијама угља се јављају значајни економски губици услед горења угља.

## Фактори који утичу на процес самозапаљења
Самозагревање угља на депонијама које се налазе на отвореном простору зависи од низа фактора, како оних на које се може тако и оних на које се не може утицати. Тенденција самозапаљивости угља је највећа код лигнита, док је најмања код антрацитних угљева. Свеже миниран угаљ троши кисеоник и загрева се у већој мери  него угаљ који је био подложан спољним утицајима. Присуство водене паре може  бити важно, јер стопа топлоте загревања угља из засићеног ваздуха може бити знатно виша од стопе топлоте загревања угља из сувог ваздуха. Најбитнији фактор представљају карактеристике угља. 

### Карактеристике угља
Све врсте угљева нису пођеднако осетљиве на самозапаљивост. Идентификација угљева који су више склони самозапаљењу је важна због планирања и предузимања мера за обезбеђивање сигурног депоновања. Топлота се ствара у депонији реакцијом угља са кисеоником из атмостфере, при чему присуство воде има утицаја на реакцију.
- Врста угља. Ризик од самозапаљења угља расте са опадањем степена карбонификације. Угљеви ниског степена карбонификације (лигнит и мрколигнитски угаљ) су обично најсклонији самозапаљењу услед веће способности реаговања са кисеоником.
- Садрзај влаге. Депоновани угаљ са већим садржајем влаге има мању тенденцију самозапаљења, при чему је потребан дужи временски период да се постигне тачка паљења.
- Порозност угља. Жељено је да се код струјања ваздуха не дозволи дубоко продирање кисеоника и влажности у масу угља, где су губици топлоте минимални.
- Минерални састав Већи садржај пепела смањује ризик од самозапаљења, мада минералне компоненте могу, свака, повећати или умањити дејство.

### Климатске прилике
Климатски фактори који значајно утичу на самозапаљивост угља укључују следеће: влажност ваздуха, кишне падавине, температура, изложеност сунцу и изложеност ветру. Сув околни ваздух може делимично да осуши угаљ, стварајући услове за адсорпцију влаге и стварање топлоте услед дејства топлоте влажења. Губитак влаге испаравањем је обично мали, али ипак може бити значајан у врелим и сушним периодима.  Развој пожарних процеса је обично везан за периоде када након већих киша дође дужи период сушног времена.

## Процена ризика
У рударству се за испитивање склоности угља самозапаљењу користе различите методе лабораторијских испитивања. Испитивањима се одређује и мери способности хемијског реаговања угља са кисеоником (оксидација).
Табела 4.2. Класификација Олпинског, према склоности ка самозапаљењу угља
| Склоност ка самозапаљењу | СЗ^(Ц/мин) | Група |
| ------------------------ | ---------- | ----- |
| Није склон               | <80        | I     |
| Умерено склон            | 80-100     | II    |
| Склон                    | 100-120    | III   |
| Веома склон              | >120       | IV    |

## Превенција самозапаљења
Практична искуства и студијска истраживања проблематике самозапаљивости угља показују да се применом извесних техничких мера самозапаљивост угља у депонијама може елиминисати. 
Практична искуства указују да није препоручљиво заједничко депоновање:
- Угљева различитих склоности самозапаљењу
- Угљева различите крупноће
- Свежег угља и угља оштећеног излагањем атмосферилију,
- Влажност угља и делимично сувог или сувог угља, и
- тек откопаног угља и праног (чишћеног) угља.

## Детекција
Рана детекција процеса самозапаљења угља је веома важна за сигурно одлагање угља и свођење губитака угља због самозагревања на минимум. Самозапаљивост угља се често детектује визуелно опажањем појаве ослобађања дима или паре из депоније.

## Управљање процесом самозапаљења
Правилан мониторинг депонија угља је врло битан у циљу идентификације процеса самозапаљења угља и правовремене примене одговарајућих поступака за санацију. Површине на депонији где температура расте континуирано преко 40 степени Ц захтевају пажљиво праћење јер раст температуре преко 60 степени Ц представља сигурну индикацију развоја процеса самозапаљења угља.

## Склоност угља ка самозапаљењу
При оцени стања ендогене пожарне угрожености, поред природне склоности угља ка самозапаљењу, уобзир се узимају и фактори утицајни на сорпциону способност угља, и то: степен уситњености угља,почетна температура угља, претходно загревање, квашење и степен оксидисаности. Повећањем спена уситњености угља, повећава се укупна унутрашња и спољна сорпциона површина. Спољашњу aпсорпциону површину чини систем макро и микро пукотина и степен уситњености, а унутрашњу порозност угља. У процесу апсорпције кисеоника учествује спољашња температура и део унутрашње, нарочито на вишим температурама.
То је посебно изражено код експлоатције слојева на већим дубинама, где температурни односи у слоју утичу на повећање пожарне угрожености. Потребно загревање угља убрзава развој процеса самозапаљења. Нарочито изражени су рецидиви пожара на локацијама претходно санираних пожара.
Квашење угља изазива бубрење на зидовима прслина и пукотина, услед чега долази до повећања апсорпционе способности. Неоксидирани угљеви не бубре. Поред тога, влага има и улогу катализатора уоксидационом процесу. Степен оксидисаности угља утиче на смањење склоности самозапаљењу. Повећањем дубинеоксидисаног слоја, долази до његове потпуне неспособности за упијање кисеоника. Изучавање процеса самозапаљења угља, упијање кисеоника и издвајање продуката оксидације, остаје исто независно од степена метаморфизма. Због тога се сматра да су изотермне, термичке и адијабатске методе подједнако прихватљиве за одређивање склоности угља ка самозапаљењу. Квашење угља изазива бубрење на зидовима прслина и пукотина, услед чега долази до повећањ апсорпционе способности. Неоксидирани угљеви не бубре. Поред тога, влага има и улогу катализатора у оксидационом процесу. Степен оксидисаности угља утиче на смањење склоности самозапаљењу. 
Повећањем дубине оксидисаног слоја, долази до његове потпуне неспособности за упијање кисеоника. Изучавање процеса самозапаљења угља, упијање кисеоника и издвајање продуката оксидације, остаје исто независно од степена метаморфизма. Због тога се сматра да су изотермне, термичке и адијабатске методе подједнако прихватљиве за одређивање склоности угља ка самозапаљењу.
Испитивање угљева у изотермним условима нарочито је погодно за проучавање развоја процеса у И фази, кад се кисеоник углавном абсорбира и само његов мали део одлази на стварање H20, CO, CO2. Методе засноване на оксидацији угља са кисеоником из ваздуха најбоље одговарају за испитивањеслабије метаморфисаних мрких угљева. Испитивањем угља у адијабатским условима, може се пратити развој процеса самозапаљивости у све три фазе, док се испитивањем у техничким условима омогућује праћење у другој и трећој фази.

## Самозапаљивости угљева у рудницима угља Републике Србије
У последњих 15 година оксидациони процеси и пожари ендогеног карактера регистровани су у већини
јама-рудника ЈП за ПЕУ.Отворени пожари забележени су у јамама:
- Сењски Рудник рудника Рембас (преко 30 пожарних појава)
- Пасуљанске ливаде рудника Рудник Рембас,(3)
- Јарандо“ рудника Ибарски рудници, (6)
- Стара јама, рудника Лубница, (3)
- Јасеновац, рудника Јасеновац, (4)

док су у више наврата оксидациони процеси благовремено санирани и спречено њихово развијање у отворене пожаре у јамама:
- Стрмостен, рудника Рудник Рембас,
- Соко, рудника Соко
- Јасеновац, рудника Јасеновац
- Тадење, Ибарски рудници

Највећи број пожара догодило се у јами „Сењски Рудник“, при откопавању дебелог угљеног слоја у откопном пољу „Б“. На бројност пожара највећи утицај имали су локација откопног поља, неквалитетна изолација откопних простора и неадекватан систем изолације. Као резултат развоја пожарних процеса, повремено је прекинуто откопавање у овом откопном пољу и приступљено квалитетној изолацији откопаних простора замуљивањем термоелектранским пепелом. 
Један од највећих пожара у рудницима у Србији догодио се 2015. године у Ибарским рудницима када је изгорело 70000 тона угља. 

## Техничке мере заштите од ендогених пожара
Опасност од појаве ендогених пожара  траје практично током читавог периода експлоатације у лежиштима угља , те су ендогени процеси постали изузетно важан сигурносно производни фактор експлоатације угља у целини. Пракса је показала да процес откопавања, ма колико био ефикасан и економичан ствара, ипак, повољне услове за развој оксидационих процеса. Из тог разлога, у самом процесу откопавања треба тражити оне елементе процеса који делују одбрамбено или депримирајуће на оксидациони процес, задржавајући га у оквиру потенцијалних опасности.  Рано откривање оксидационих појава је веома битан чинилац за успешну заштиту од избијања или саму санацију ендогеног пожара. Редовна контрола гасних, вентилационих и пожарних показатеља, како оперативним путем, тако и применом система аутоматске даљинске контроле, представља главну превентивну меру. Савремен метод превентивне заштите од настанка ендогених пожарних процеса представља поступак интертизације азотом.